# Inês de Sousa
Inês de Sousa foi esposa do governador Salvador Correia de Sá. Foi a responsável pela defesa da cidade do Rio de Janeiro durante a tentativa de invasão por corsários. Esse episódio ocorreu entre 1578 e 1598 durante o segundo governo de Salvador Correia.